# Бакурціхе
Бакурціхе (груз. ბაკურციხე) — село в Грузії.
За даними перепису населення 2014 року в селі проживає 2574 особи.